# Konya Plummer
Konya Tajae Plummer (* 2. August 1997 in Epsom, Saint Mary Parish, Jamaika) ist eine jamaikanische Fußballspielerin.

## Karriere

### Verein
Plummer ging zunächst auf die Annotto Bay High School in Epsom, bevor sie auf die Titchfield High School im Portland Parish wechselte, um in einem Frauenfußballteam spielen zu können.
Plummer spielte ab 2016 für die Southeastern University in Lakeland, Florida. In ihrem ersten Jahr erzielte sie sieben Tore und mit zehn Torvorlagen die meisten Vorlagen in ihrem Team. 2017 erzielte sie zwölf Tore und drei Vorlagen. Insgesamt lief sie in 38 Spielen für die Southeastern University auf, bevor sie zur University of Central Florida wechselte. Für die Knights erzielte sie 2018 ein Tor und spielte neun Partien. 2019 lief sie in 16 Spielen auf.
Im Draft der National Women’s Soccer League (NWSL) wurde Plummer an 10. Stelle in der zweiten Runde von den Orlando Pride ausgewählt. Sie ist damit die erste jamaikanische Spielerin, die in einem NWSL Draft ausgewählt wurde.

### Nationalmannschaft
Plummer steht seit der U-15 im nationalen Aufgebot Jamaikas. Durch einen Sieg im Elfmeterschießen über Panama beim CONCACAF Women’s Gold Cup 2018 qualifizierte sie sich mit der Nationalelf erstmals für die Fußball-Weltmeisterschaft der Frauen 2019 in Frankreich, bei der sie das Team als Kapitän anführte.